# ФК Полонија Битом
ФК Полонија Битом је пољски фудбалски клуб из Битома и основан је 1920. године. Престао је да постоји 1922. године, када је Битом постао немачки град. Обновљен је 1945. Боје и логотип су слични обележјима Погона из Шћећина и Погона из Лавова, који се угасио. Најпознатији играч у историји тима је Едвард Шумковјак, који је био голман и по њему је назван и стадион екипе. Били су прваци 1954. и 1962. године. 

## Успеси
- Прваци: 1954, 1962
- Интертото куп: прваци 1965. године

## Састав екипе
| Бр. |          | Позиција | Играч             |
| --- | -------- | -------- | ----------------- |
|     | Пољска   | Г        | Адриан Баста      |
|     | Украјина | Н        | Валериј Соколенко |
|     | Пољска   | С        | Томаш Овчарек     |
|     | Словачка | С        | Петер Хрицко      |
|     | Пољска   | С        | Гжегорж Подставек |
|     | Пољска   | О        | Северин Клепин    |
|     | Пољска   | С        | Јакуб Заблоцки    |
|     | Пољска   | С        | Марцин Коморовски |
|     | Пољска   | Н        | Јацек Броновик    |

| Бр. |          | Позиција | Играч           |
| --- | -------- | -------- | --------------- |
|     | Словачка | О        | Марек Бажик     |
|     | Пољска   | О        | Јакуб Ђолка     |
|     | Пољска   | Г        | Игор Стефановић |
|     | Србија   | О        | Рафал Гжиб      |
|     | Пољска   | О        | Михал Зелињски  |
|     | Словачка | С        | Михал Пешкович  |
|     | Словачка | О        | Радослав Краљ   |

## Европски успеси
| Сезона  | Такмичење     | Ранг           | Држава          | Екипа             | Резултат |
| ------- | ------------- | -------------- | --------------- | ----------------- | -------- |
| 1958/59 | Лига шампиона | кв..           | Мађарска        | МТК               | 0-3, 0-3 |
| 1962/63 | Лига шампиона | кв.            | Грчка           | ФК Панатинаикос   | 2-1, 4-1 |
|         |               | 1 коло         | Турска          | ФК Галатасарај    | 1-4, 1-0 |
| 1964/65 | Интертото куп | група          | Француска       | Ленс              |          |
|         |               | група          | Њемачка         | Шалке 04          |          |
|         |               | група          | Шведска         | Degerfors         |          |
|         |               | 1. коло        |                 |                   | слободан |
|         |               | четвртфинале   | Источна Немачка | Карл-Маркс Штад   | 0-2, 4-1 |
|         |               | полуфинале     | Белгија         | Стандард Лијеж    | 0-1, 3-1 |
|         |               | Финле Победник | Источна Немачка | Локомотива Лјпциг | 0-3, 5-1 |